# Robert Irwin (umělec)

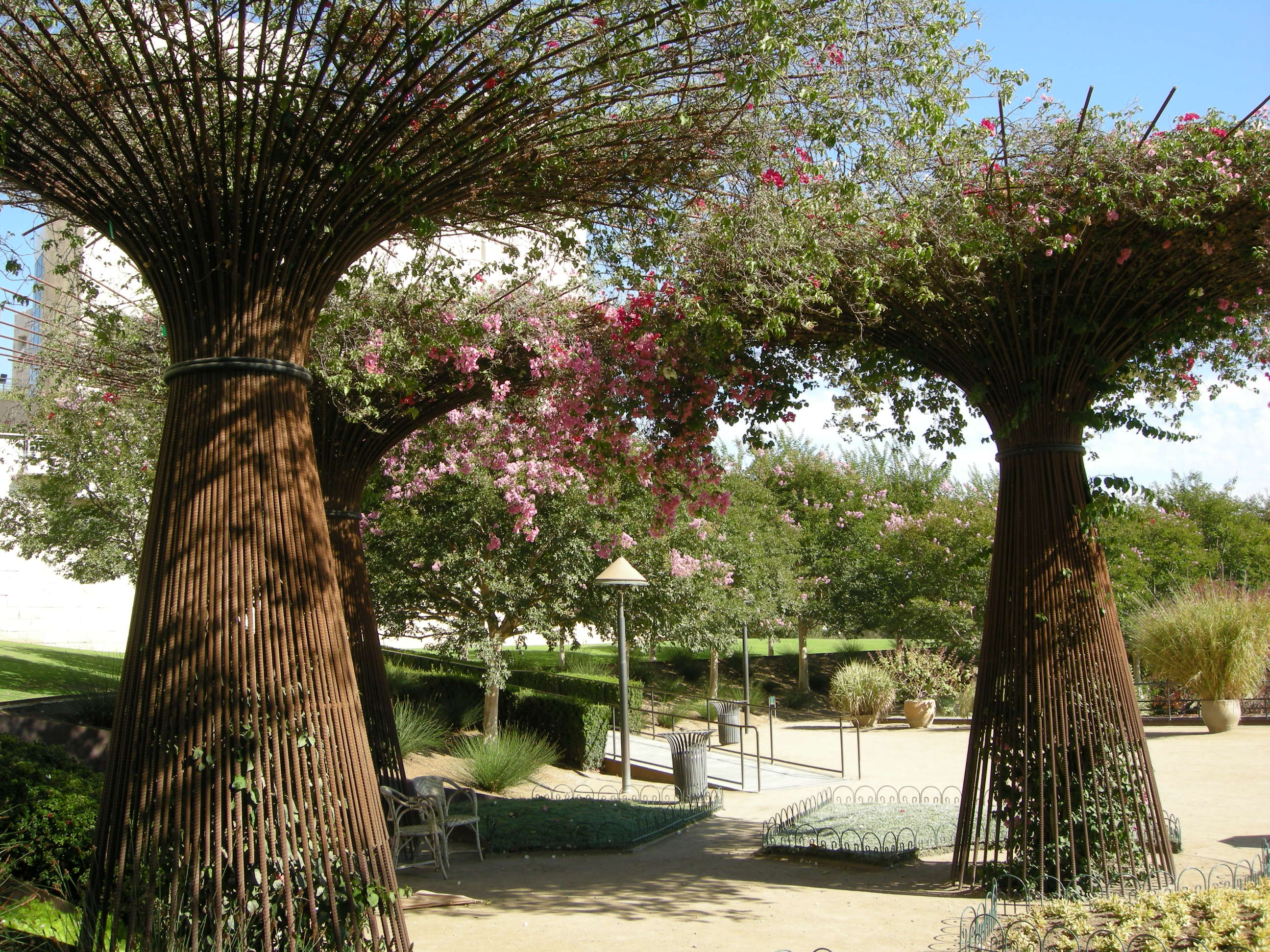
Getty Center – zahrada, konstrukce s liánou

Robert Irwin (12. září 1928 Long Beach – 25. října 2023) byl americký umělec. Žil a pracoval v San Diegu v Kalifornii.

## Mladá léta
Robert Irwin se narodil v roce 1928 v Long Beach, Kalifornii rodičům Roberta Irwin a Goldie Anderberg Irwin. Poté, co sloužil v armádě Spojených států (1946–1947) navštěvoval několik uměleckých institucí: Otis Art Institute v Los Angeles (1948–1950), Jepson Art Institute v roce 1951 a Chouinard Art Institute v Los Angeles (1952–1954). Strávil další dva roky v Evropě a severní Africe. V letech 1957–1958 učil na Chouinard Art Institute.

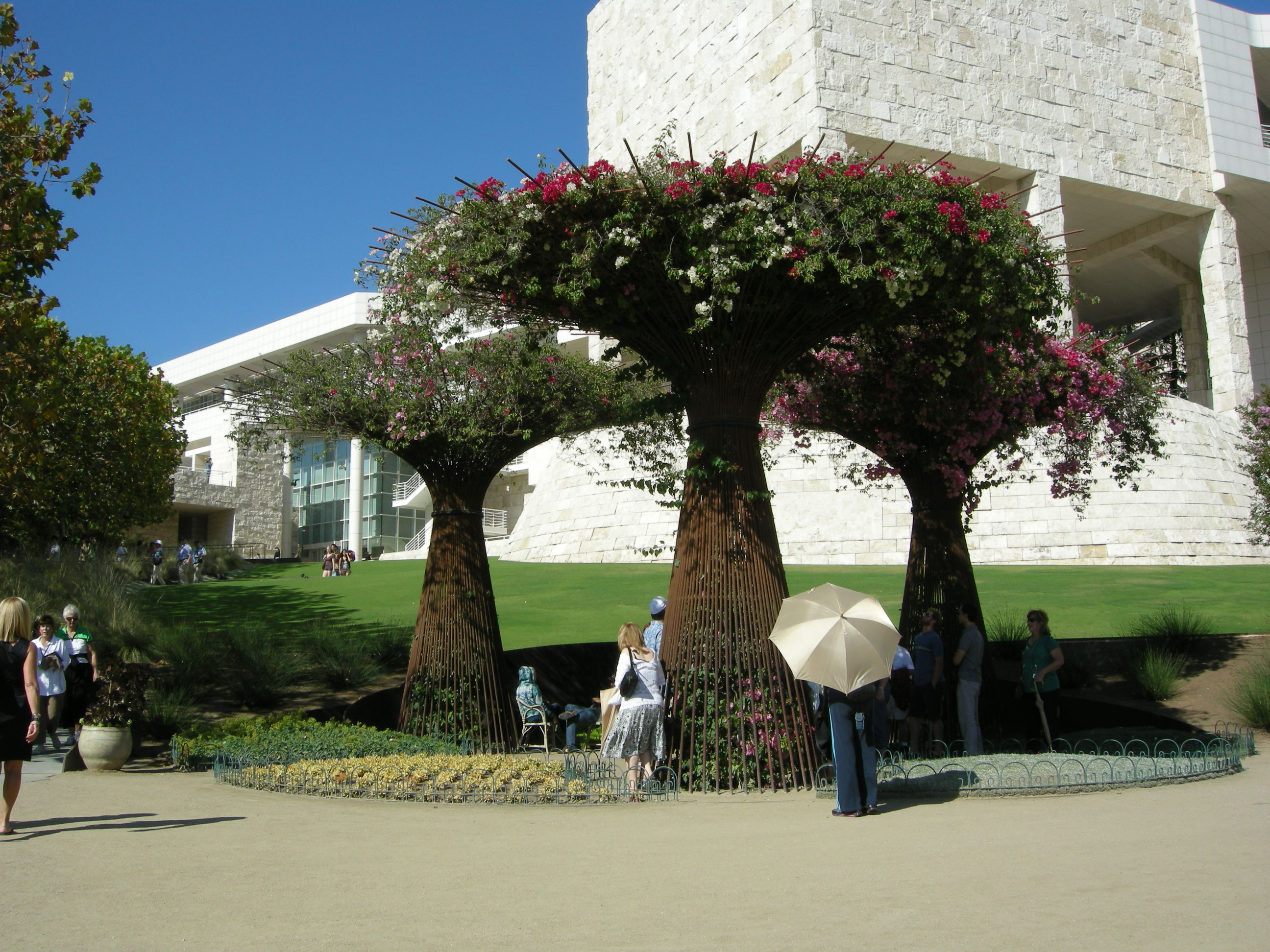

## Dílo

### Malba
V roce 1959 namaloval sérii ručně vytvořených objektů a vystavoval jako individuální vystavovatel na Ferus Galerie v Los Angeles. Následující rok (1960), byl požádán, aby zde vystavoval znovu, stejně jako v Pasadena Art Museum. V té době začal souvislou řadu experimentů. V roce 1962 začal vyučovat na Kalifornské univerzitě v Los Angeles a vystavoval v Galerii Ferus.

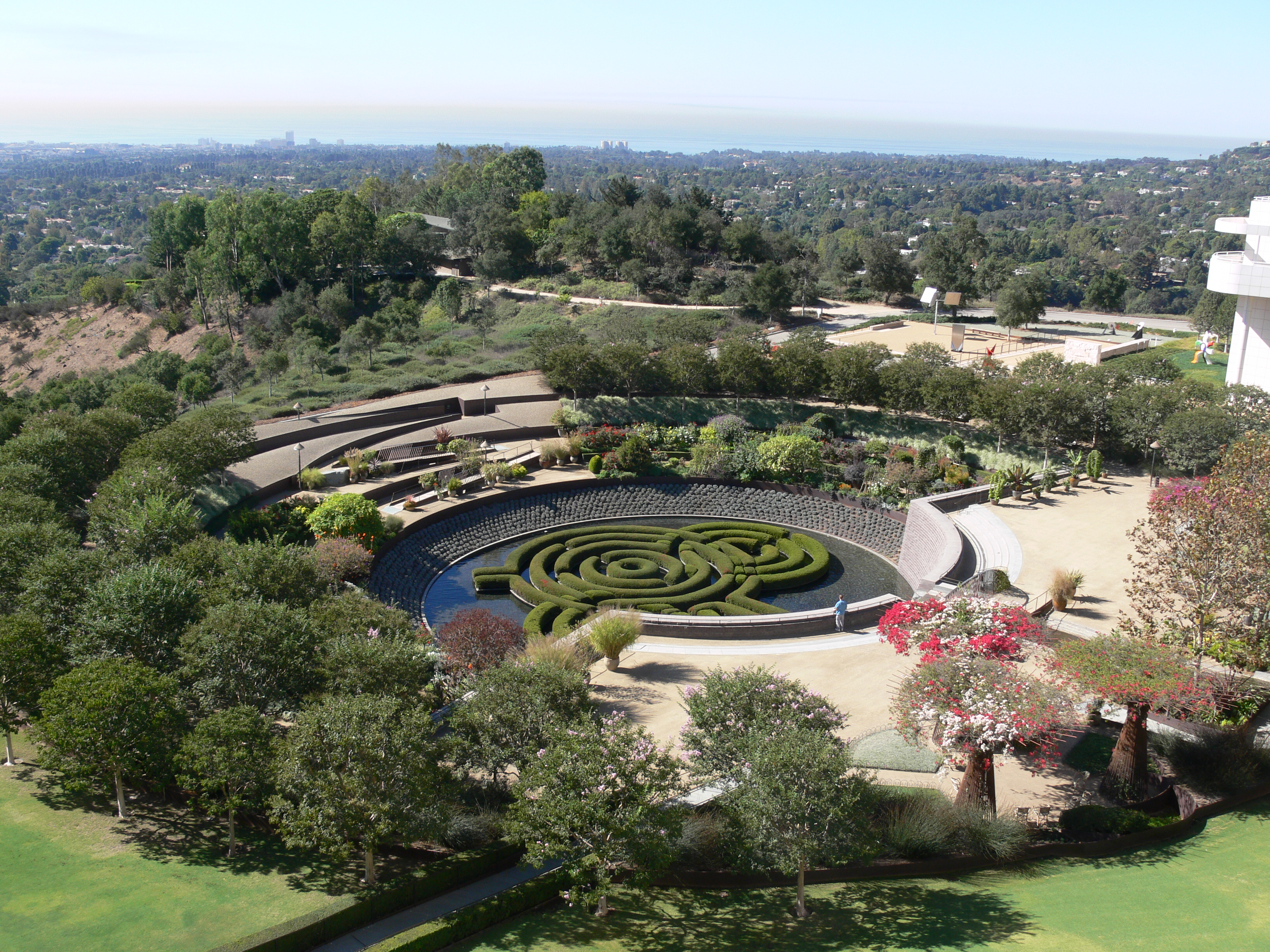
Getty Center

V letech 1966–1967 začal malovat alu disky. Byl pozván jako samostatný vystavovatel na Pace Gallery v New Yorku. V roce 1968 začal vyučovat na University of California v Irvine. V dalších dvou letech, začal svou práci s průhlednými akrylovými disky, bílé konvexní konstrukce připevnil na stěnu a osvětlil lampami. V roce 1970 začal svou práci na „sloupcích“ kdy vytvářel řadu jasných akrylových sloupců. V roce 1972 začal studovat na „památky“ a „místa“ na Jihozápadě.

### Instalace
Od roku 1968 se zaměřil na úpravy prostoru vytvořením instalací v pokojích, zahradách, parcích, muzeích a různých místech města. zejména prostřednictvím obrazů Johna McLaughlina. Irwin a další Light and Space umělci se stali zvědavými ohledně posouvání hranice umění a vnímání. V roce 1970 Robert Irwin odešel od studiové práci vykonávat instalační umění, které se zabývalo přímo světlem a prostorem. Tyto instalace zkoumaly pro umělce a diváka změněné zkušenosti vytvořil tím, že manipuluje kontextem prostředí, spíše než by se omezovalo na individuální umělecké dílo.
V roce 1970 Museum of Modern Art vyzvala Irwin aby vytvořil instalaci. Použitím projektového prostoru, Irwin upevnil bílou přízí 10 stop od země a připojil třpytivými dráty z nerezové oceli ke zdi. V roce 1971 Walker Art Center pověřil umělce k vytvoření Untitled (Slant/Light/Volume) pro inauguraci výstavy staveb navržených Edwardem Larrabee Barnesem pro Soft Wall. V roce 1974 vytváří instalace v Pace Gallery v New Yorku. Na začátku roku 1980 byl Irwin přizván k účasti jako spolupracující umělec na provedení omlazení a zlepšení Mezinárodního letiště v Miami.
V roce 1997 se změnil pokoj s výhledem na Tichý oceán na pobočce v La Jolla na Museum of Contemporary Art San Diego. U příležitosti oslav 125. výročí, instituce Indianapolis Museum of Art byl Irwin pověřen vytvořením instalace Light and Space III (2008), čímž se stal prvním americkým muzeem které mělo trvalou vnitřní instalaci umělce. V části, Irwin uspořádal fluorescenční žárovky v nepravidelném rastru na stěnách v okolí eskalátoru, orámované závojem příze na každé straně, takže když v muzeu návštěvníci chodí nahoru a dolů mezi patry, pohybují se přes část[ujasnit]
Ostatní instalace :

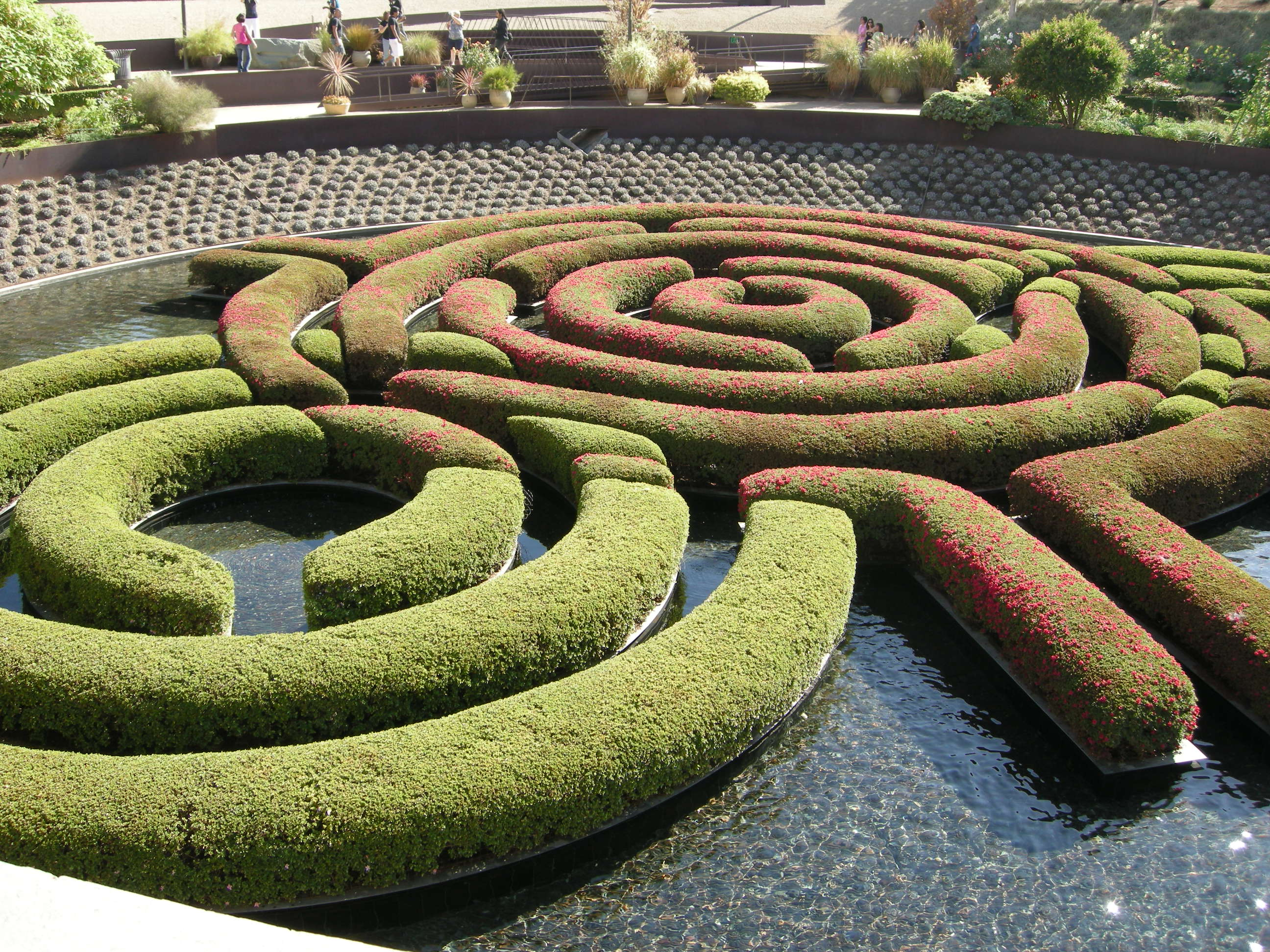
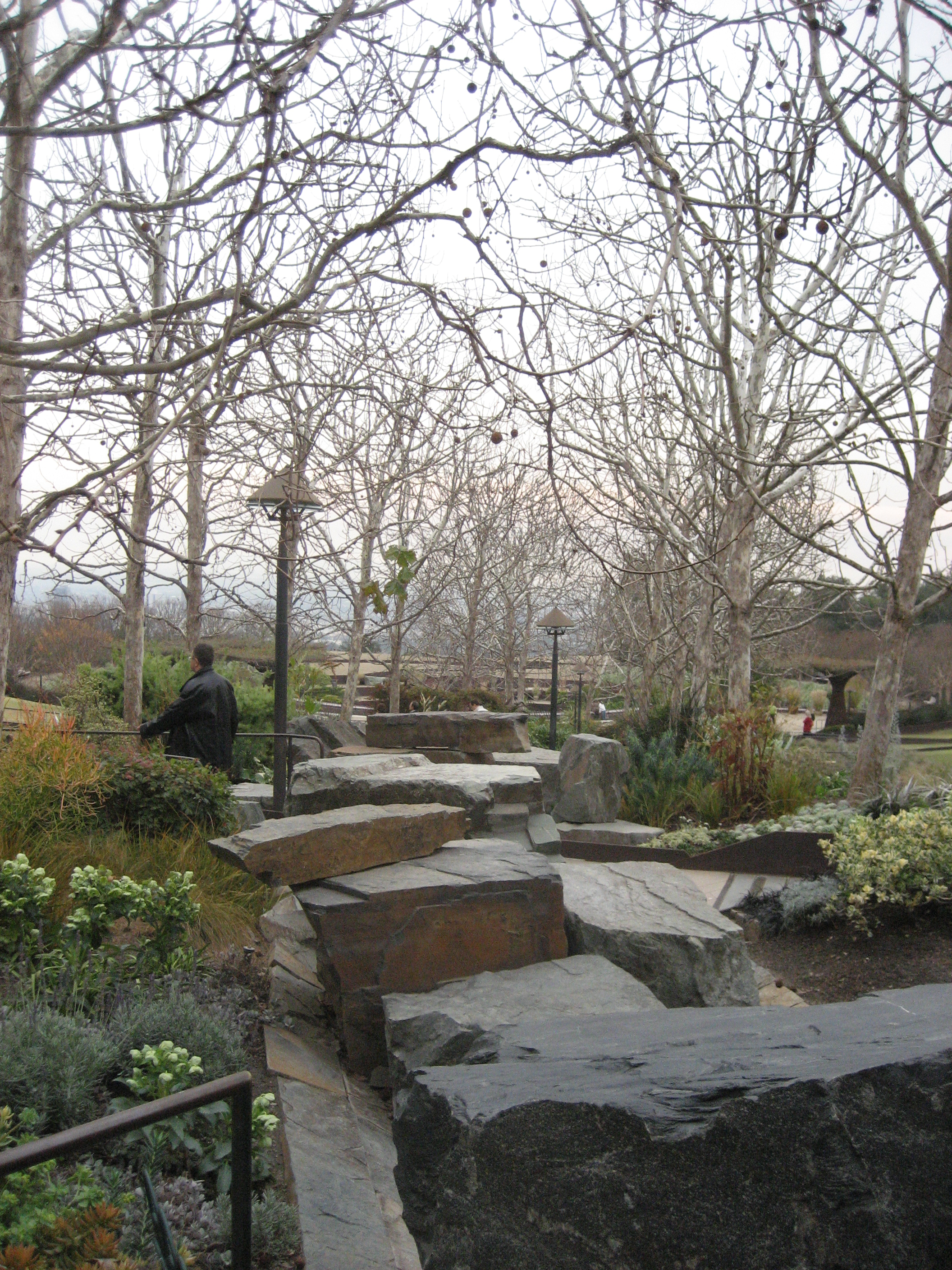
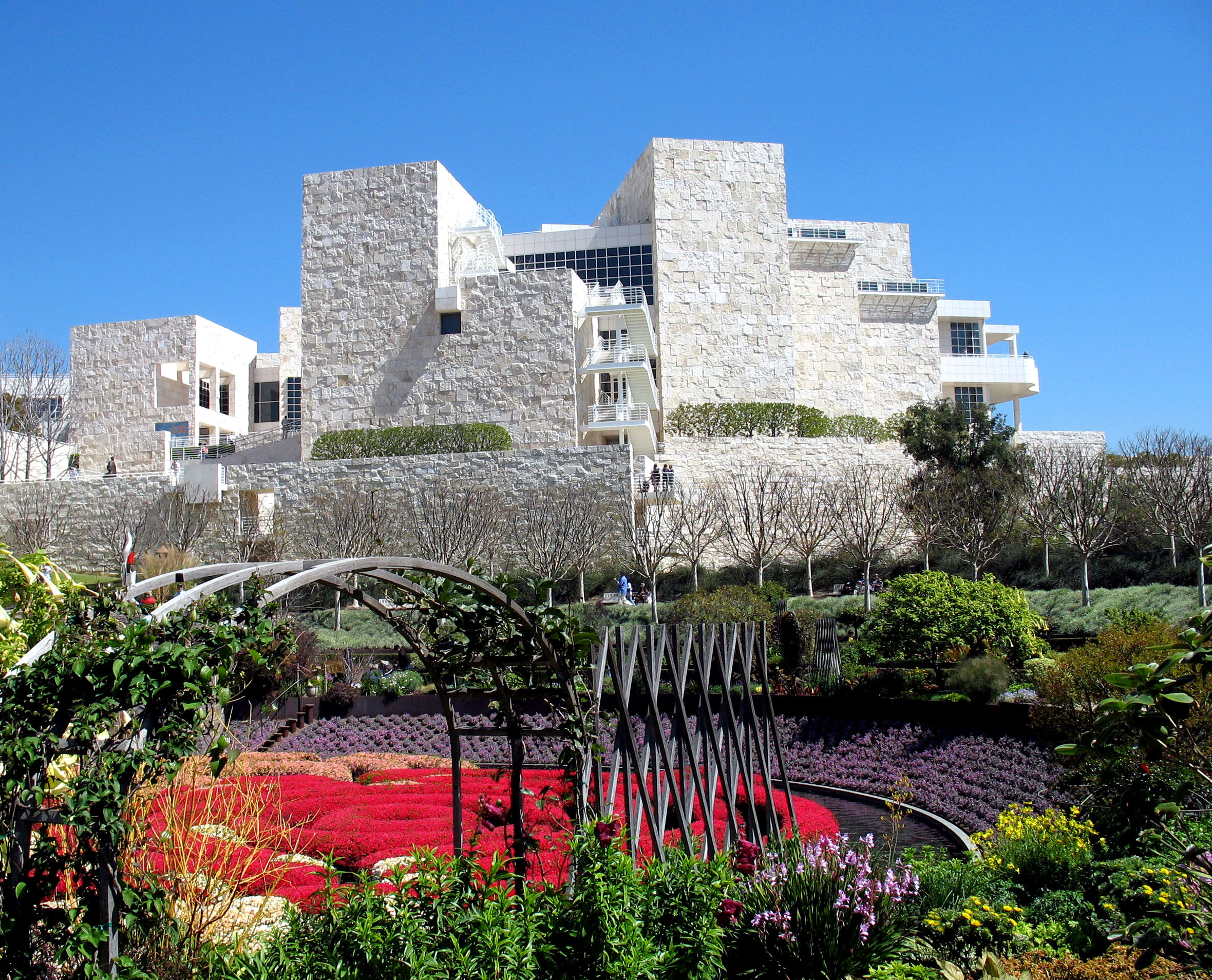
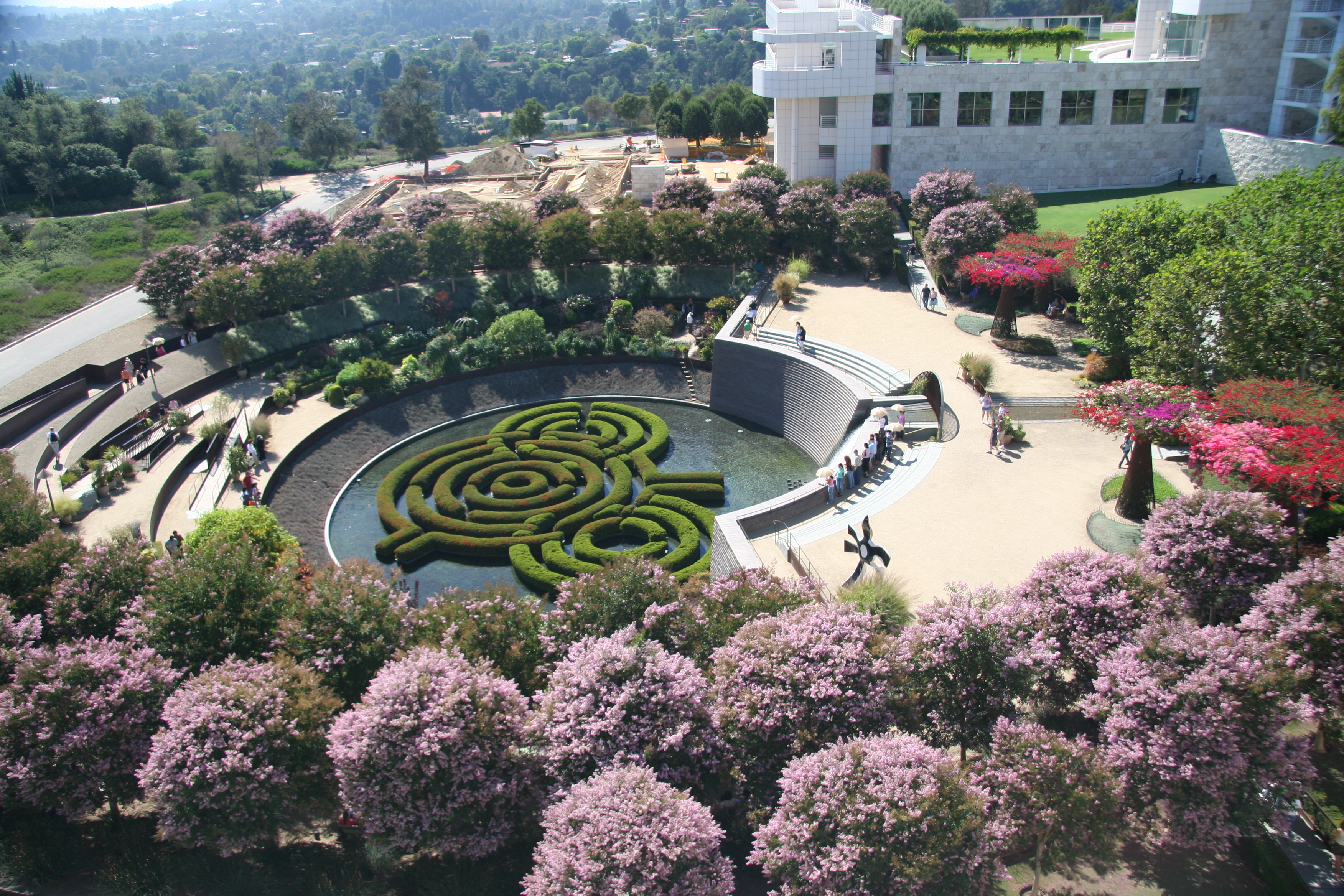

- Fractured Light – Partial Scrim – Eye Level v Museum of Modern Art, New York (1970–1971)
- Black Line Room Division + Extended Forms ve Whitney Museum, New York (1977)
- 48 Shadow Planes stíny letadel na Old Post Office, Washington, DC (1983)
- Ascending v Musee d’ Art Moderne de Ville, Paříž, Francie (1994)
- Double Diamond" v Musée d’Art Contemporain, Lyon, Francie (1997–1998)[8]

### Krajinářské projekty
Irwin se zabýval krajinářskými projekty po objevení stylistického posunu a zkušenostech s prostorem a projektováním. Od roku 1975 Irwin se představil v padesáti pěti projektech.
- 9 Spaces 9 Trees (1980–1983) byl původně umístěn v roce 1980 na střeše Public Safety Building v Seattle Arts Commission ale byl v roce 2007 přestavěn a umístěn na akademické půdě v University of Washington.

Irwingovy Filigreed Line (1979) přijala Wellesley College, Massachusetts. Skládají se linek z nerezové oceli, které běží podél hřebene trávy u jezera, ve kterém je vyřezán vzorek listů. Jeho práce Two Running Violet V Forms Archivováno 13. 9. 2015 na Wayback Machine. (1983) je uváděna jako součást Stuart Collection, sbírky veřejných uměleckých prací na kampusu Kalifornské univerzity v San Diegu.
Pro Sentinel Plaza (1990) v Pasadeně v Kalifornii Irwin vybral malé pouštní rostliny a kaktusy. Později se stal konzultantem hlavního plánu Dia:Beacon. Vytváří zejména návrhy a terénní úpravy z venkovních prostor a vstupní budovy a design oken.
Později navrhl zahradu v Getty Center v Los Angeles, postavenou v roce 1997. Tento projekt je široce chválen pro jeho design. Vytvořil zde přírodní rokli a stromy lemoval chodník, který vede návštěvníka prostřednictvím zkušeností, zvuků a vůně. K umělcovu zděšení zde byla umístěna socha Fernanda Légera z roku 1950.
Irwin dokončil druhou fázi instalace pravěké Palm Garden v losangeleském County Museum of Art, která začala v roce 2007.

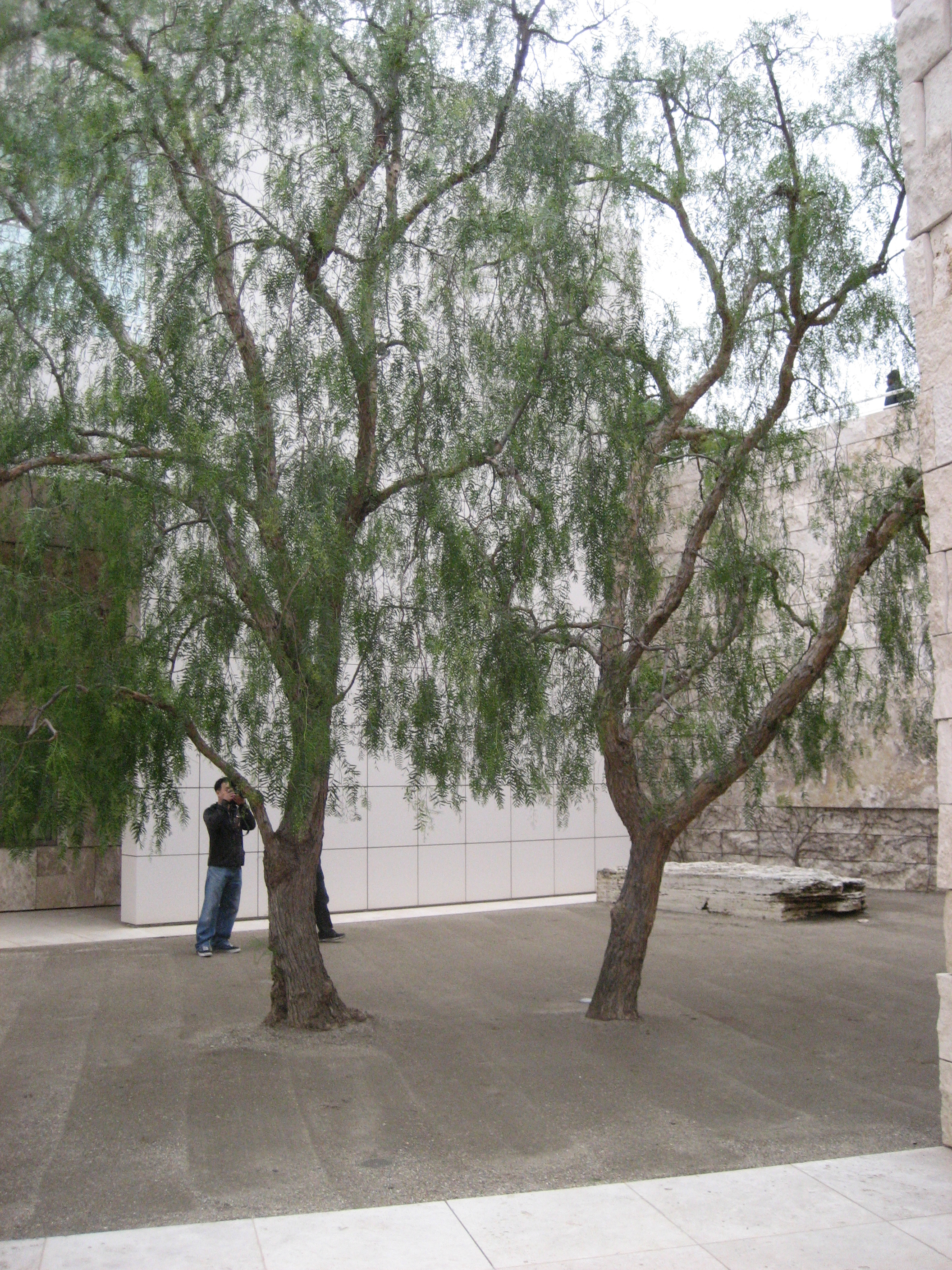
Getty Center

## Sbírky
Irwingovy práce se nacházejí ve více než třiceti veřejných sbírkách po celém světě, včetně Centre Georges Pompidou v Paříži, J. Paul Getty Museum v Los Angeles, Hirshhorn muzeum a Sculpture Garden, Smithsonian Institution, Washington, DC, Museo Nacional Centro de Arte Reina Sofía, v Madridu, Španělsko, v Museum of Modern Art, New Yorku, v Solomon R. Guggenheimově Museu v New Yorku a Whitney Museum of American Art, New Yorku.

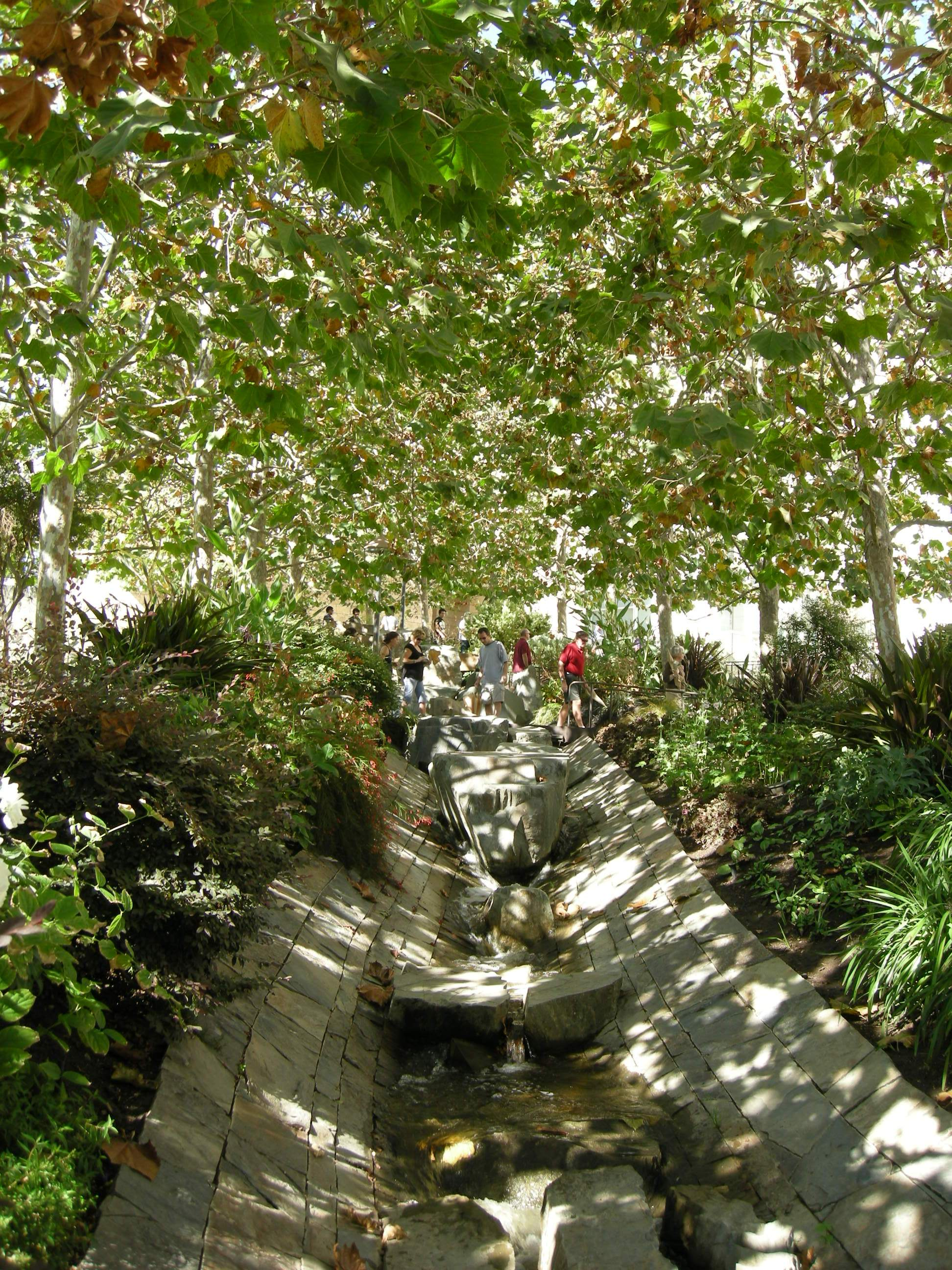
Getty Center